# آرشا شکوری
آرشا شکوری (زاده ۹ مهر ۱۳۸۵) یک بازیکن فوتبال اهل ایران است که در پست دروازه‌بان برای باشگاه فوتبال لوسیل بازی می‌کند.

## زندگی شخصی
آرشا فرزند بازیکن سابق تیم ملی و استقلال تهران، هادی شکوری است.

## دوران باشگاهی

### هوادار
پس از درخشش برای تیم ملی فوتبال زیر ۱۷ سال ایران، در ۲۱ تیر ۱۴۰۲ شکوری به باشگاه فوتبال هوادار پیوست.
در تاریخ ۷ اردیبهشت ۱۴۰۳، شکوری نخستین بازی رسمی خود در رده بزرگسالان را در جریان مسابقات جام حذفی فوتبال ایران در تقابل با باشگاه فوتبال مس سونگون ورزقان انجام داد.
در تاریخ ۲۲ اردیبهشت ۱۴۰۳، پس از مصدومیت علیرضا حقیقی، شکوری در اواخر نیمه اول بازی مقابل باشگاه فوتبال پرسپولیس جانشین وی شد و اولین بازی خود در لیگ برتر فوتبال ایران را انجام داد.
در شهریور ماه ۱۴۰۳، پس از شکایت باشگاه فوتبال استقلال تهران، باشگاه فوتبال هوادار به پرداخت مبلغ حق رشد شکوری به این باشگاه محکوم شد.

## آمار باشگاهی
تا تاریخ ۲۰ اسفند ۱۴۰۳
| باشگاه       | دسته         | فصل          | لیگ  | لیگ | جام حذفی | جام حذفی | آسیا | آسیا | سوپر جام | سوپر جام |
| باشگاه       | دسته         | فصل          | بازی | گل  | بازی     | گل       | بازی | گل   | بازی     | گل       |
| ------------ | ------------ | ------------ | ---- | --- | -------- | -------- | ---- | ---- | -------- | -------- |
| هوادار       | لیگ برتر     | ۲۰۲۴–۲۰۲۵    | ۸    | ۰   | ۰        | ۰        | ۰    | ۰    | ۰        | ۰        |
| مجموع هوادار | مجموع هوادار | مجموع هوادار | ۸    | ۰   | ۰        | ۰        | ۰    | ۰    | ۰        | ۰        |
| مجموع آمار   | مجموع آمار   | مجموع آمار   | ۸    | ۰   | ۰        | ۰        | ۰    | ۰    | ۰        | ۰        |